# 策妄扎布
策妄扎布（?—?），博尔济吉特氏，喀尔喀札萨克图汗成衮的儿子。清朝蒙古王公，入清後首位扎萨克图汗。
1687年，哥哥扎萨克图汗沙喇被土谢图汗察珲多尔济杀害，属众溃散。第二年，被准噶尔部噶尔丹掠夺，他只好率众归附清朝，附牧在乌喇特诸部的边界。1691年，在多伦诺尔会盟，封和硕亲王，驻牧归化城北。1703年，康熙帝命他尚县主，为多罗额驸，后晋和硕额驸，袭扎萨克图汗号。1731年授所部副将军，跟随靖边大将军顺承亲王锡保驻在察罕廋尔。因为额驸郡王策棱在阿勒达呼击败准噶尔的大策凌敦多布，他也受到赏赐。1732年，小策凌敦多布掠夺克尔森齐老，策妄扎布从征退缩，纵容属下劫粮，被削爵，永远监禁。侄子格哷克延丕勒袭位。阿什海后裔担任札萨克图汗结束，诺颜泰后裔开始担任札萨克图汗。

## 世系
格哷森札札赉尔—阿什海—赉瑚尔—素巴第—诺尔布—成衮—策妄扎布

格哷森札札赉尔—诺颜泰—土伯特—崆奎—济农陀音—萨玛第—朋素克喇布坦—格哷克延丕勒